# 盐田 (犹他州)
盐田（英文：Salina），是美国犹他州塞维尔县下属的一座城市。建市于 1863年，面积大约为6.18平方英里（16平方公里），海拔约为5,161英尺（1,573米）。根据2010年美国人口普查，该市有人口2,489人。